# Saint-Nazaire-sur-Charente
Saint-Nazaire-sur-Charente är en kommun i departementet Charente-Maritime i regionen Nouvelle-Aquitaine i västra Frankrike. Kommunen ligger  i kantonen Saint-Agnant som ligger i arrondissementet Rochefort. År 2022 hade Saint-Nazaire-sur-Charente 1 214 invånare.

## Befolkningsutveckling
Antalet invånare i kommunen Saint-Nazaire-sur-Charente
Referens:INSEE